# Песковатка (река)
Пескова́тка — река в России, протекает по Нехаевскому району Волгоградской и Верхнедонскому району Ростовской областей, левый приток Дона. Длина реки 80 км, площадь водосбора — 1560 км²

## Название
В основе названия лежит слово «песок» (река протекает по песчаной местности).

## Течение
Песковатка берёт начало на южном склоне Калачской возвышенности, на северо-западе Волгоградской области, как балка Коренная, на высоте около 200 м над уровнем моря. Течёт с севера на юг в северную часть Ростовской области, где впадает в Дон в 926 км от его устья на высоте 57 м.

## Притоки
- Сухая (Малая) Песковатка (левый) — 24 км от устья;
- балка Пятый Лог (правый)[2];
- лог Обрывский (правый)[4];

## Населённые пункты
- хутор Базковский[2];
- хутор Пузановский[2];
- упразднённый хутор Бровский;
- хутор Солонцовский[2];
- хутор Морозовский[2];
- хутор Свидовский[2];
- хутор Гребенниковский[2];
- станица Шумилинская[2];
- хутор Новониколаевский[5]
- хутор Раскольный[4];
- село Кругловка[4].